# Mustafa Mulalić
Mustafa Mulalić (v srbské cyrilici Мустафа Мулалић; 1896 Livno, Bosna a Hercegovina – 26. prosince 1983 Sarajevo, Socialistická federativní republika Jugoslávie) byl bosenskohercegovský politik bosňáckého původu.

## Život
Roku 1929 podpořil zavedení královské diktatury v Jugoslávii. Za tento svůj servilní postoj k novému zřízení byl odměněn strným společenským vzestupem. Již roku 1931 byl zvolen poslancem za obvod Livno na jednotné vládní kandidátce generála Petra Živkoviće. Roku 1935 byl opětovně zvolen, ale tentokrát jako představitel Jugoslávské národní strany za obvod Gračanica.
Patřil k malému okruhu lidí muslimské víry původem z Bosny, kteří se zapojili do četnického hnutí odporu proti okupaci během druhé světové války. Byl členem Vrchního velení JVuO a Vrchního velení četnických oddílů vojska Jugoslávie. Na Svatosávském sjezdu v lednu 1944 byl zvolen místopředsedou zasedání. Mulalićova úloha v royalistickém hnutí odporu za druhé světové války spočívala ve snaze získat podporu bosenských Muslimů. V tom však neuspěl, neboť mnohem větší ohlas mezi tímto obyvatelstvem získali nakonec Titovi partyzáni.
Po skončení války se vzdal nové komunistické moci a za své politické aktivity během války byl odsouzen na 5 let vězení. Po výkonu trestu se živil jako obchodbí zástupce jedné sarajevské společnosti. 